# Massac (Aude)
Massac település Franciaországban, Aude megyében. Lakosainak száma 28 fő (2022. január 1.). Massac Auriac, Dernacueillette, Laroque-de-Fa, Montgaillard, Rouffiac-des-Corbières és Soulatgé községekkel határos.

## Népesség
A település népessége az elmúlt években az alábbi módon változott:
| Lakosok száma | 36   | 32   | 22   | 26   | 30   | 30   | 29   | 27   | 27   | 28   |
|               | 1968 | 1982 | 1990 | 2006 | 2013 | 2015 | 2017 | 2019 | 2020 | 2022 |